# Координационный центр национального домена сети Интернет
Координационный центр национального домена сети Интернет (сокращенное название — Координационный центр доменов .RU/.РФ, КЦ; полное название АНО «Координационный центр национального домена сети Интернет») — администратор национальных доменов верхнего уровня .RU и .РФ. Выполняет функции национальной регистратуры: занимается администрированием национальных доменов, технологическим развитием инфраструктуры, разработкой регламентирующих документов, аккредитацией регистраторов в доменах .RU и .РФ, представлением России в деятельности международных интернет-организаций, популяризацией интернета. Основной задачей Координационного центра является обеспечение надёжного и стабильного функционирования DNS — распределённой системы для получения информации о доменах. КЦ несёт ответственность за базовую инфраструктуру российского интернета.

## История
До появления Координационного центра домен .RU находился под управлением Российского научно-исследовательского института развития общественных сетей (РосНИИРОС). Еще в декабре 1993 года состоялось собрание крупнейших из существовавших в то время в России интернет-провайдеров: «Демос», «Релком» «Гласнет», «Совам Телепорт», Фринет и других. Проявив гибкость и готовность к компромиссам, участники встречи подписали Соглашение «О порядке администрирования зоны .RU», согласно которому РосНИИРОСу были поручены администрирование и техническое сопровождение национального домена .RU. При этом для выполнения функций контроля происходящего в домене .RU представители организаций, подписавших Соглашение, сформировали Координационную группу домена .RU (КГ) — экспертную группу, в которую вошли представители интернет-провайдеров и научных сетей,
Координационный центр был создан в 2001 году как некоммерческая организация, его соучредителями стали: Общественно-государственное объединение «Ассоциация документальной электросвязи» (АДЭ), «Союз операторов Интернет» (СОИ), Региональная организация «Центр Интернет-технологий» (РОЦИТ) и Российский НИИ развития общественных сетей (РосНИИРОС). В 2015 году в состав учредителей также вошли Министерство связи и массовых коммуникаций РФ и Институт развития Интернета (ИРИ). 10 июня 2019 года была прекращена деятельность одного из учредителей Координационного центра – СОИ.
3 июня 2020 года в состав учредителей Координационного центра вошла Российская Федерация, функции и полномочия от имени которой осуществляет Роскомнадзор. Одновременно из состава учредителей КЦ на основании своего заявления вышла Минкомсвязь России.
С момента создания Координационного центра была реорганизована система регистрации доменных имен в России: разнесены административные и технические функции национальной регистратуры; усовершенствован порядок работы с конечными пользователями; приняты условия аккредитации регистраторов; введен новый протокол взаимодействия пользователей системы; разработана нормативная база новой системы регистрации.
В своей деятельности Координационный центр опирается на опыт международных организаций, таких как Интернет-корпорация по назначению имен и нумерации (ICANN), координирующая вопросы распределения доменных имен и IP-адресов, обеспечивающая стабильное и безопасное функционирование систем уникальных интернет-идентификаторов, Совет европейских национальных регистратур верхнего уровня (CENTR - в 2022 году членство приостановлено), Азиатско-тихоокеанская ассоциация доменов верхнего уровня (APTLD), представляющие региональные объединения национальных регистратур, Международный союз электросвязи (МСЭ), Форум по управлению Интернет (IGF) и другие.

## Миссия Координационного центра
Обеспечивать развитие интернета в Российской Федерации в интересах национального и мирового интернет-сообществ.

## Чем занимается Координационный центр?
- администрированием национального домена верхнего уровня .RU
- внедрением и администрированием нового национального кириллического домена верхнего уровня .РФ, запуск которого состоялся в 2010 году
- разработкой регламентирующих документов в доменах .RU/.РФ
- аккредитацией регистраторов в доменах .RU и .РФ
- поддержкой социальных проектов, направленных на популяризацию и развитие сети Интернет

## Кто управляет Координационным центром?
Высший орган Координационного центра – Общее собрание учредителей (ОСУ). К компетенции ОСУ относятся следующие вопросы:
1. Определение приоритетных направлений деятельности КЦ, принципов формирования и использования его имущества;
2. Утверждение порядка созыва общего собрания учредителей и формирования проекта повестки дня собрания, утверждение регламента совета и регламента формирования совета;
3. Назначение директора, досрочное прекращение полномочий директора и принятие решения о прекращении (расторжении) или изменении трудового договора, заключенного с директором, назначение первоначального состава совета;
4. Реорганизация и ликвидация Координационного центра, создание его филиалов и открытие представительств;
5. Утверждение вынесенных директором на рассмотрение вопросов, входящих в компетенцию директора;
6. Назначение аудитора Координационного центра, а также избрание ревизионной комиссии и назначение ее председателя, либо назначение ревизора.

## Регистраторы
С 1 июня 2001 года услуги по регистрации доменных имен конечным пользователям в России оказывают аккредитованные Координационным центром регистраторы. В 2021 году число аккредитованных регистраторов достигло 96. Это компании, находящиеся в Москве, Московской области, Санкт-Петербурге, Самаре, Калининграде и Новосибирске и других городах России; многие из регистраторов активно развивают собственные партнерские сети (в партнерских программах регистраторов обычно участвуют интернет- и хостинг-провайдеры, веб-студии), которые предоставляют услуги по всей стране. Таким образом, любой заинтересованный в регистрации доменного имени пользователь сможет легко воспользоваться данной услугой.
Координационный центр администрирует национальные домены верхнего уровня .RU/.РФ, то есть выполняет функции национальной регистратуры. Национальная регистратура осуществляет ведение базы данных зарегистрированных доменных имен второго уровня и поддержку функционирования этих имен в интернете. Координационный центр не является регистратором и прямая регистрация доменных имен через него невозможна, он лишь определяет политику регистрации доменных имен в администрируемых им доменах верхнего уровня.

## Национальные домены .RU и .РФ
Как администратор национальных доменов .RU и .РФ, Координационный центр уделяет особое внимание их популяризации, расширению использования доменов частными лицами и организациями и, как следствие, росту числа зарегистрированных доменов второго уровня, а также повышению осведомленности российских интернет-пользователей о работе системы регистрации доменных имен. Высокий уровень доверия, надежность и стабильность работы национальных доменов .RU и .РФ так же, как и получение качественных услуг профессиональной аудиторией, способствуют более активному использованию ресурсов глобальной сети Интернет, значительному росту числа интернет-пользователей и дальнейшему развитию интернета в России.
Домен .RU сохраняет лидерские позиции среди крупнейших национальных доменов верхнего уровня мира с одним из самых высоких показателей темпов роста доменных имен на протяжении последних пяти лет. Российский домен .RU является одним из самых крупных доменов верхнего уровня по общему количеству зарегистрированных доменных имен среди существующих национальных доменов и доменов общего пользования.
Домен .РФ — новый кириллический домен, делегированный в 2010 году, продемонстрировал высочайший темп роста — 700000 доменных имен было зарегистрировано менее, чем за два месяца, — и сразу вошел в 20-ку крупнейших европейских национальных доменов верхнего уровня.

## Мероприятия
Координационный центр национального домена сети Интернет регулярно проводит различные собственные мероприятия для участников рынка. Главными из них являются:
Российский форум по управлению интернетом (RIGF). Цель проведения Российского форума по управлению интернетом — объединить все профессиональные точки зрения и организовать дискуссию для поиска консенсуса между государственными органами, профессиональным телекоммуникационным сообществом, бизнесом и гражданским обществом по вопросам дальнейшего развития интернета в России. Форум стал отправной точкой для активизации участия российских представителей в работе международных организаций, занимающихся вопросами интернет-управления.
Международная конференция администраторов и регистраторов национальных доменов верхнего уровня стран СНГ, Центральной и Восточной Европы (TLDCON). Главной целью конференций является вовлечение в обсуждение вопросов, связанных с интернетом, ведущих регистраторов различных национальных доменов верхнего уровня и организация взаимодействия регистратур и регистраторов национальных доменов разных стран. Это становится особенно актуальным сейчас, когда активно развиваются именно национальные сегменты глобальной сети.
В 2021 году Координационный центр доменов .RU/.РФ отметил свой юбилей – 12 июля ему исполнилось 20 лет. В честь юбилея КЦ был запущен сайт 20cctld.ru с актуальными новостями отечественной и зарубежной доменной индустрии, поздравлениями от коллег и партнеров КЦ, уникальными историческими материалами, фотографиями, календарем юбилейных мероприятий и интервью с теми, кто строил отечественный интернет.
Координационный центр оказывает поддержку и принимает участие в профильных мероприятиях, направленных на развитие российского доменного пространства. Целевая аудитория таких мероприятий – профессионалы интернет-индустрии, рядовые пользователи сети, а также представители бизнеса и государства.

## Документы
- Соглашение о взаимодействии между Министерством связи и массовых коммуникаций Российской Федерации и Координационным центром национального домена сети Интернет по вопросам управления национальным доменом «.RU»
- Соглашение о взаимодействии между Министерством связи и массовых коммуникаций Российской Федерации и Координационным центром национального домена сети Интернет по вопросам управления национальным доменом «.РФ»
- Правила регистрации доменных имен в доменах .RU и .РФ